# Saint-Mamert-du-Gard
Saint-Mamert-du-Gard è un comune francese di 1 471 abitanti situato nel dipartimento del Gard, nella regione dell'Occitania.

## Società

### Evoluzione demografica
Abitanti censiti